# Lürssen
Lürssen (або Lürssen Werft) — німецька верф зі штаб-квартирою в Бремен-Вегезаку та суднобудівними потужностями в Лемвердері, Берні та Бремен-Фер-Лоббендорфі.

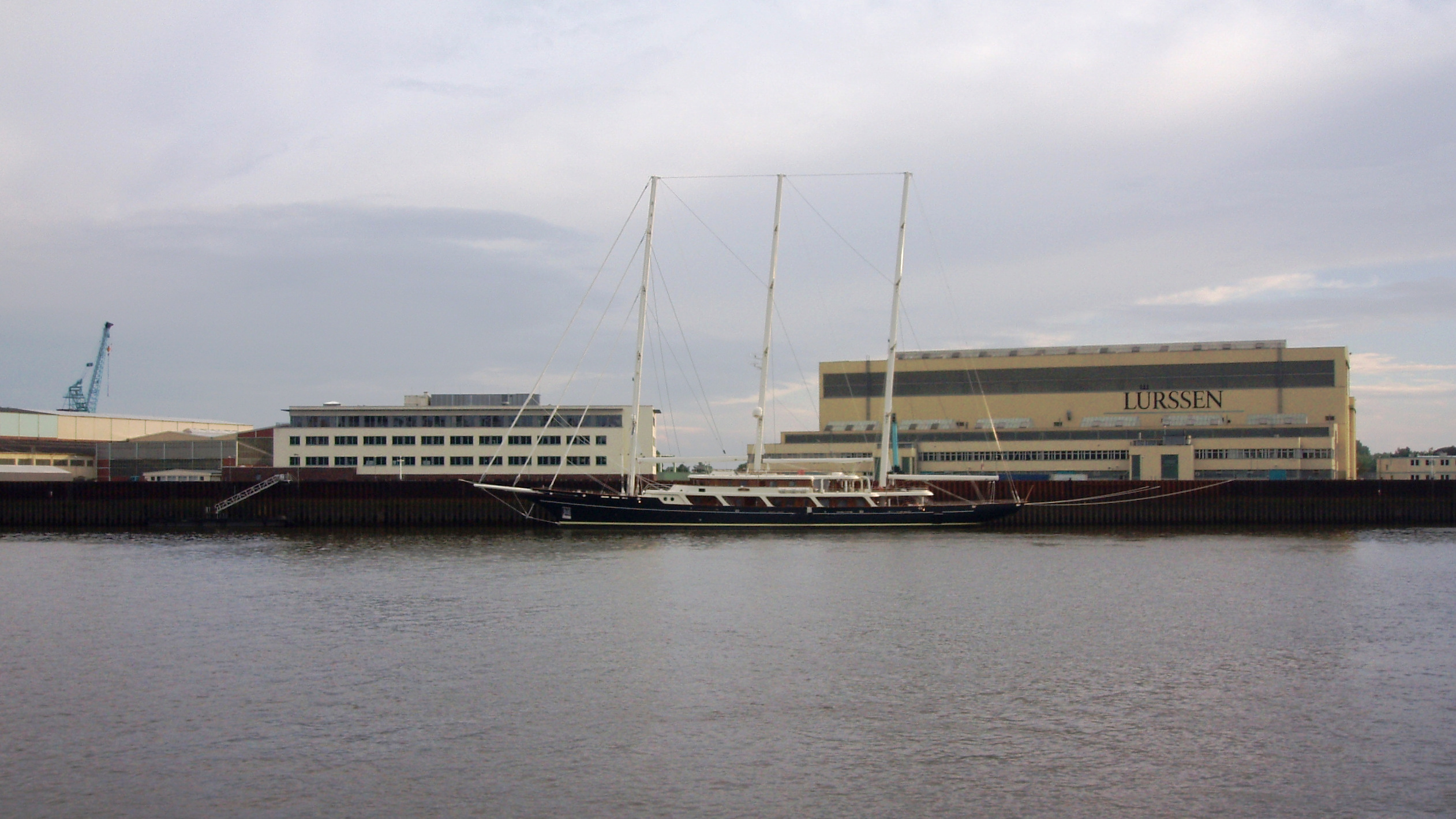
Завод у Лемвердері

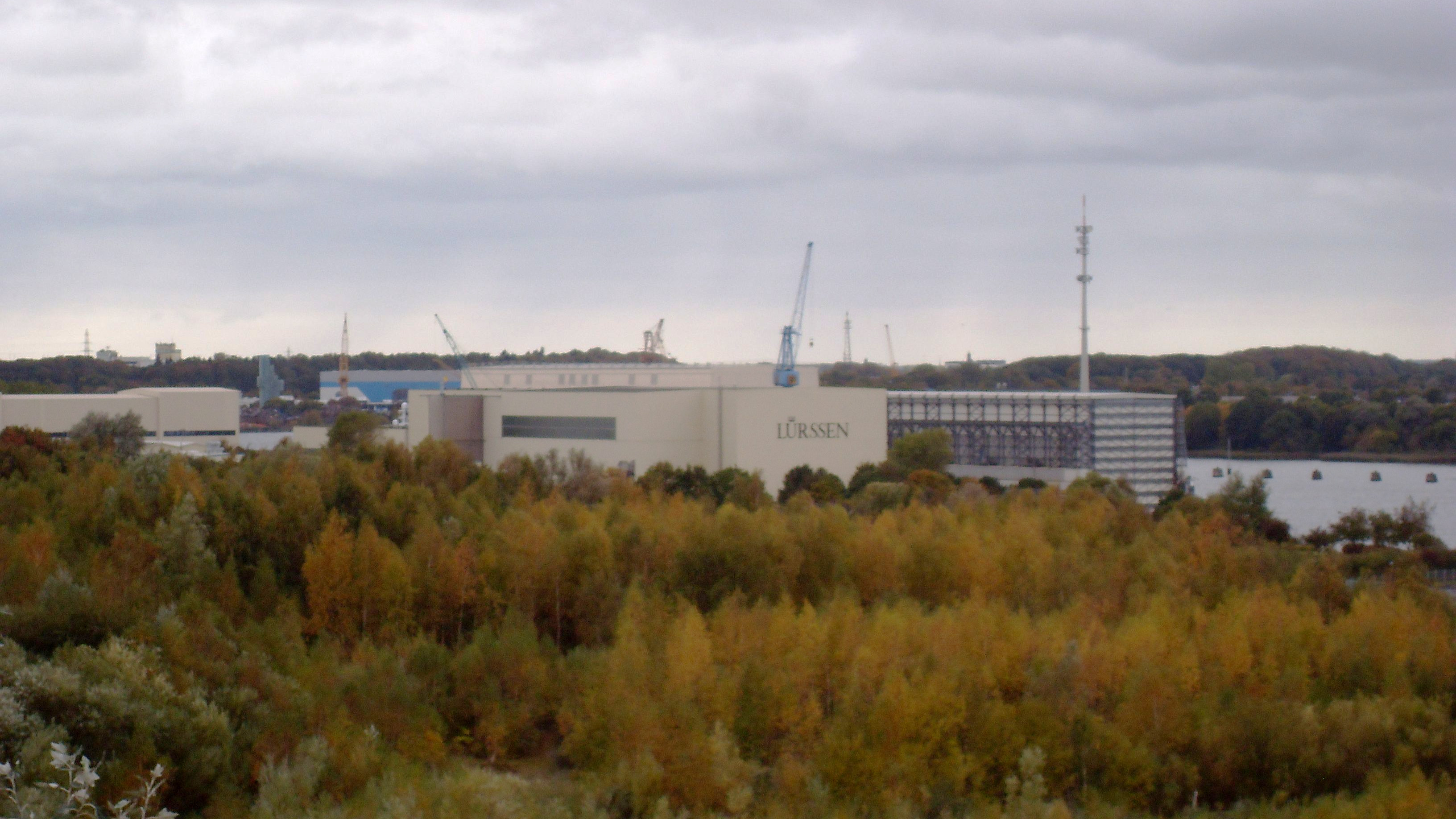
Завод у Шахт-Аудорфі (Рендсбург)

Lürssen - верф, що будує яхти, військові кораблі та спеціальні судна. Під назвою Lürssen Yachts компанія є одним із провідних виробників суперяхт на замовлення, таких як Octopus Пола Аллена, Rising Sun Девіда Геффена та Azzam Халіфи бін Заїда Аль Нахайяна, друга за величиною приватна яхта у світі зі 180 м в довжину після REV океану .

## Історія
27 червня 1875 року 24-річний Фрідріх Люрссен заснував суднобудівну майстерню в Аумунді, передмісті Бремена, Німеччина. У перші роки роботи основна увага приділялася робочим човнам для рибальства та поромних переправ. Першим корпусом був п'ятиметровий гребний човен. З 1880-х років Люрссен відкрив для себе ринок спортивних човнів. У 1886 році Люрссен побудував перший у світі моторний човен (за його власним твердженням).
В 2016 році верф Lürssen придбала суднобудівну компанію Blohm + Voss у рамках довгострокового партнерства.
1 березня 2018 року німецький консорціум у складі компаній ThyssenKrupp та Luerssen був виключений урядом ФРН з тендеру на будівництво багатоцільового військового корабля MKS 180 на користь GNY (German Naval Yards), що входить до групи "Принвінвест", та голландської суднобудівної компанії Damen.
14 вересня 2018 року в плавучому доці в Фер-Лоббендорфі сталася пожежа, в результаті якої згоріла конструкція яхти Sassi, що перебувала на той час на стадії будівництва. Це було найбільше розгортання бременської пожежної бригади за весь післявоєнний період, до якого було залучено близько 900 аварійно-рятувальних служб. Збитки були оцінені у понад 610 млн євро.
29 вересня 2021 року Пітер Люрссен, власник компанії Blohm+Voss, оголосив про скорочення штату: з приблизно 580 працівників понад 100 покинуть компанію, доки будуть переглянуті, в Гамбурзі більше не буде круїзних лайнерів, танкерів і контейнеровозів. B+V залишиться лише з оборонними кораблями NVL та яхтовим бізнесом. Також планується скоротити площу установок. Департамент проектів нових будівель було розформовано.

## Яхти
Нижче наведено список усіх яхт, побудованих Lürssen:

## Військово-морські кораблі
Військово-морські кораблі, побудовані Lürssen, включають:
- Багато підводних човнів часів Другої світової війни, побудованих за проектом Люрсена для приватної яхти Отто Германа Кана Oheka II
- Р-образні тральщики Другої світової війни, включаючи перший тральщик (1929 р.) з гвинтом Voith Schneider (R8), оснащений гребним гвинтом
- Швидкісні десантні кораблі класу Jaguar
- швидкохідний десантний корабель класу "Сіадлер
- Швидкий десантний корабель класу Zobel
- Швидкий десантний корабель класу Intrépida
- Швидкий десантний корабель класу "Тигр"
- мінний тральщик класу "Франкенталь"
- Швидкий десантний корабель класу "Kılıç"

Наразі Lürssen також бере участь у будівництві корветів класу "Брауншвейг" і входить до складу спільного підприємства ARGE F125, яке проектує фрегати класу "Баден-Вюртемберг".
Компанія Lürssen отримала контракт на проектування та будівництво дванадцяти морських патрульних кораблів класу Arafura для Австралії. Перші два будуть побудовані в Аделаїді компанією ASC Pty Ltd. Решта десять будуть побудовані у Західній Австралії компанією Civmec.

## Галерея

### Яхти

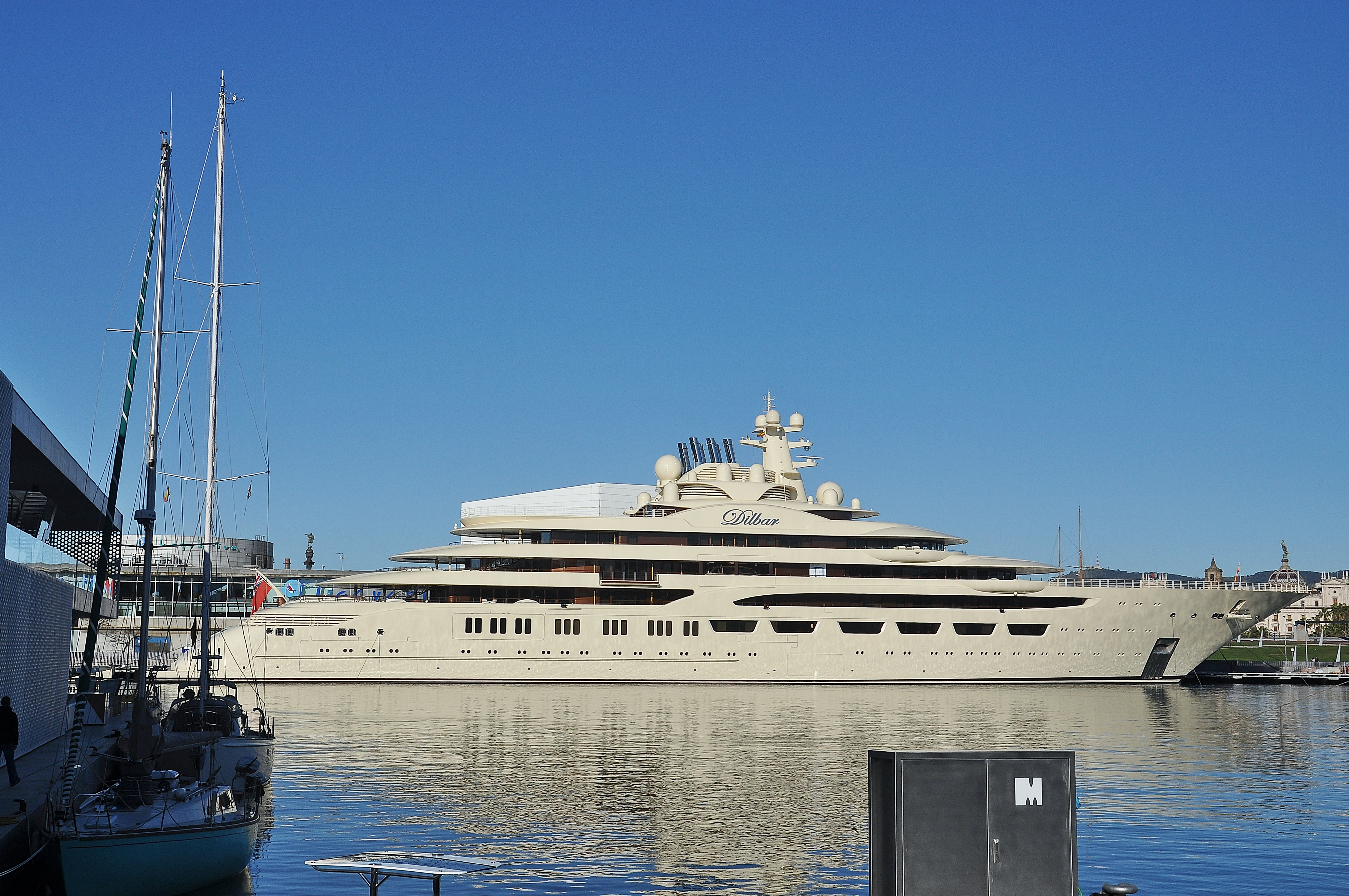
Ділбар
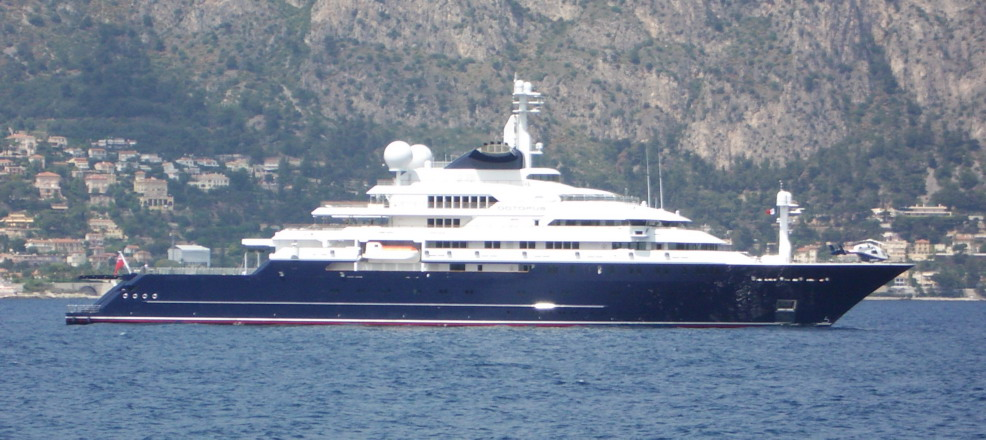
Восьминіг
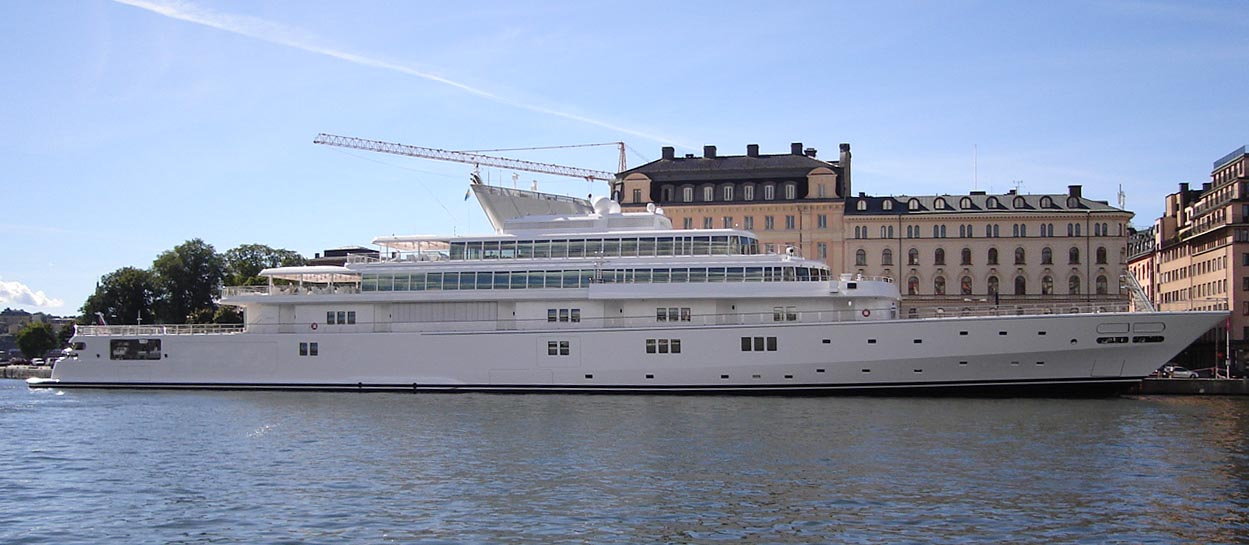
Сонце, що сходить
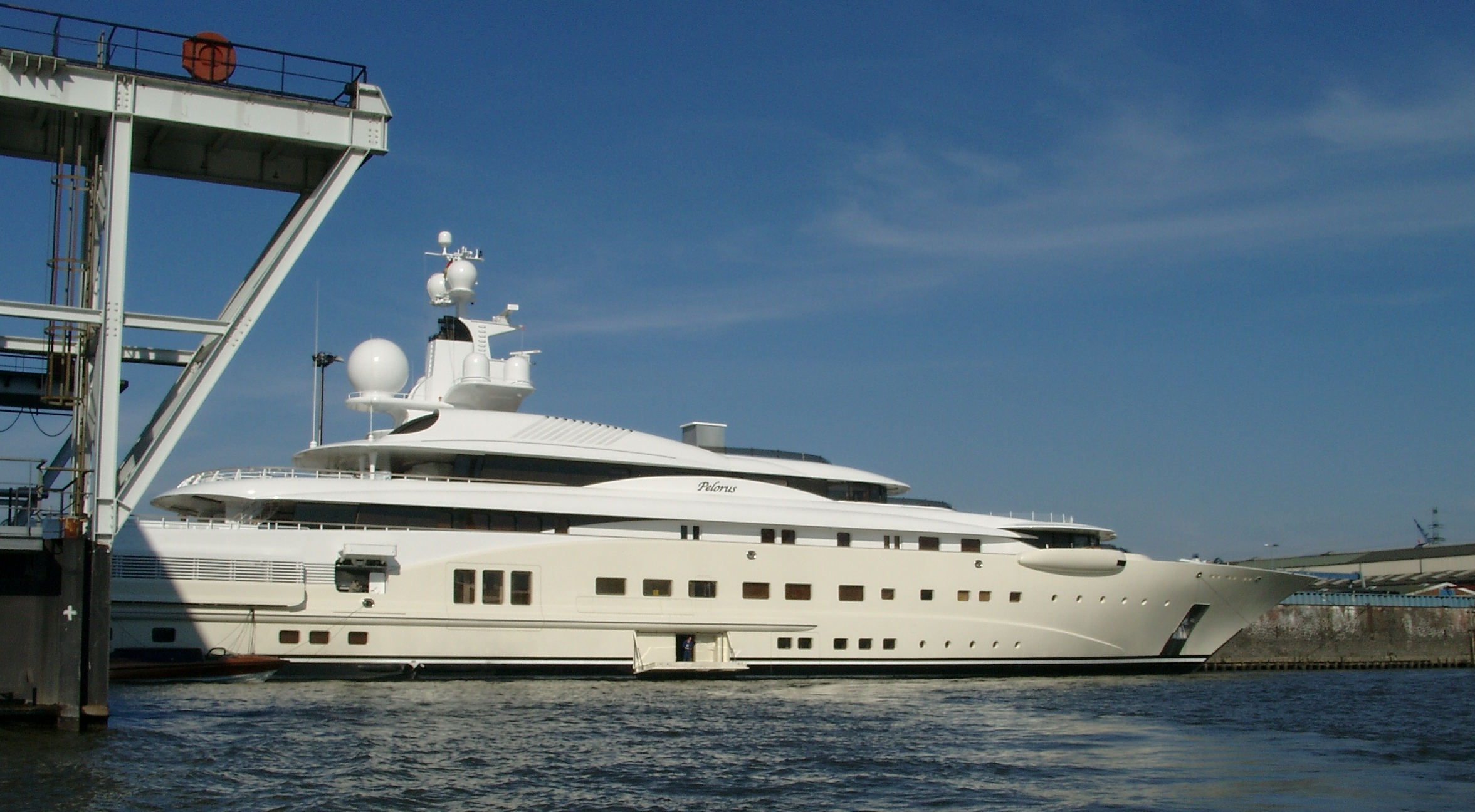
Пелорус
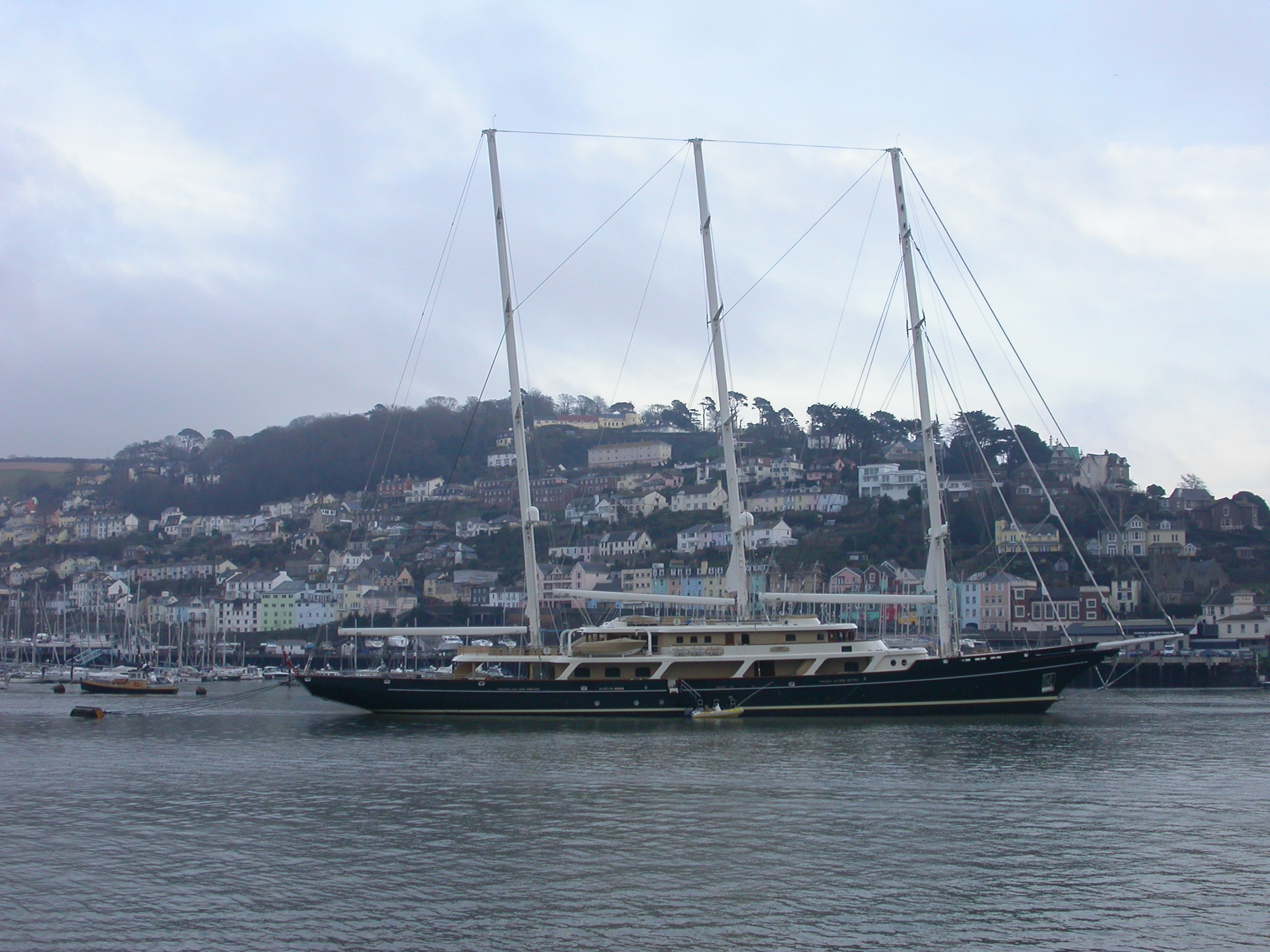
Еос
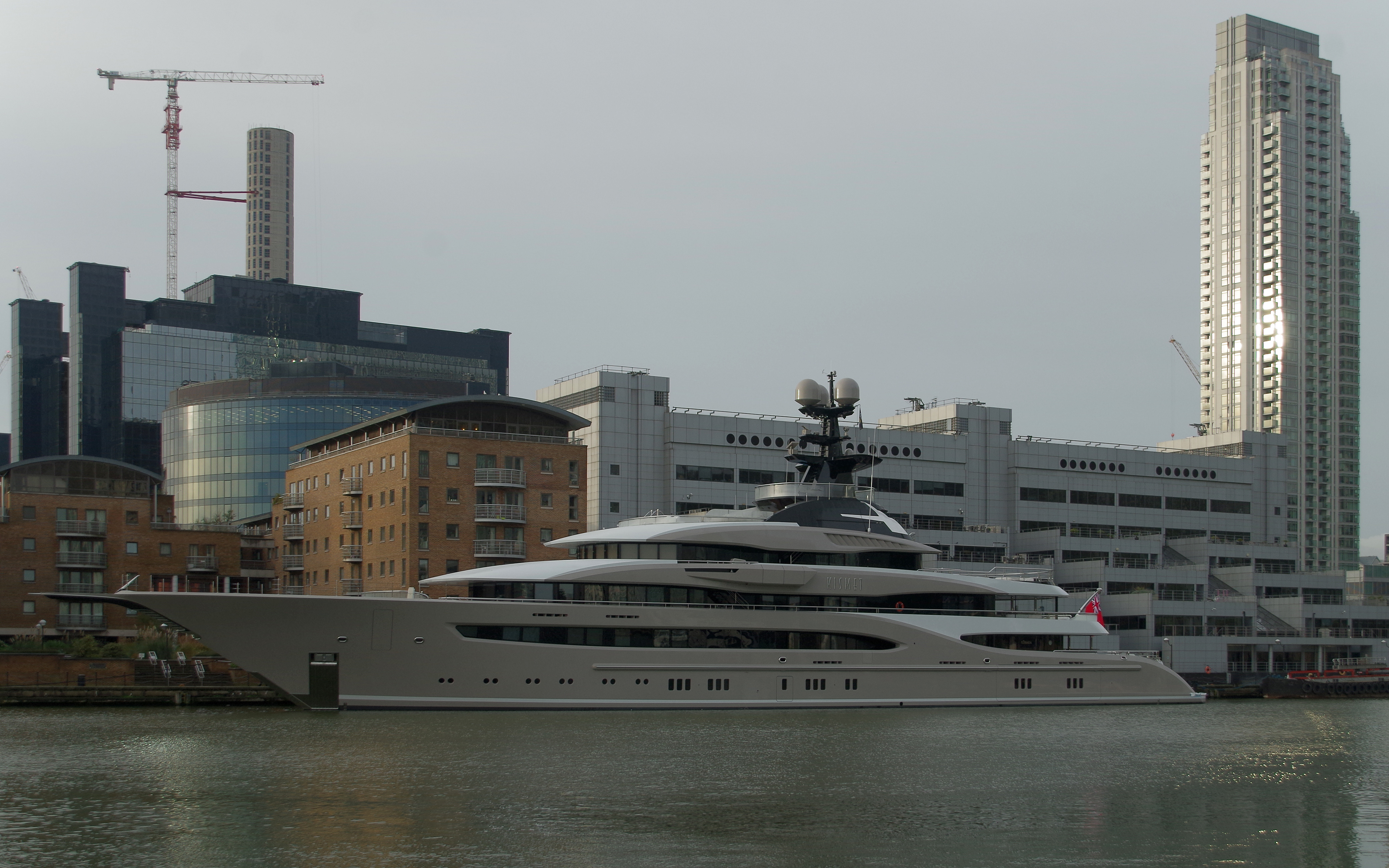
Кісмет
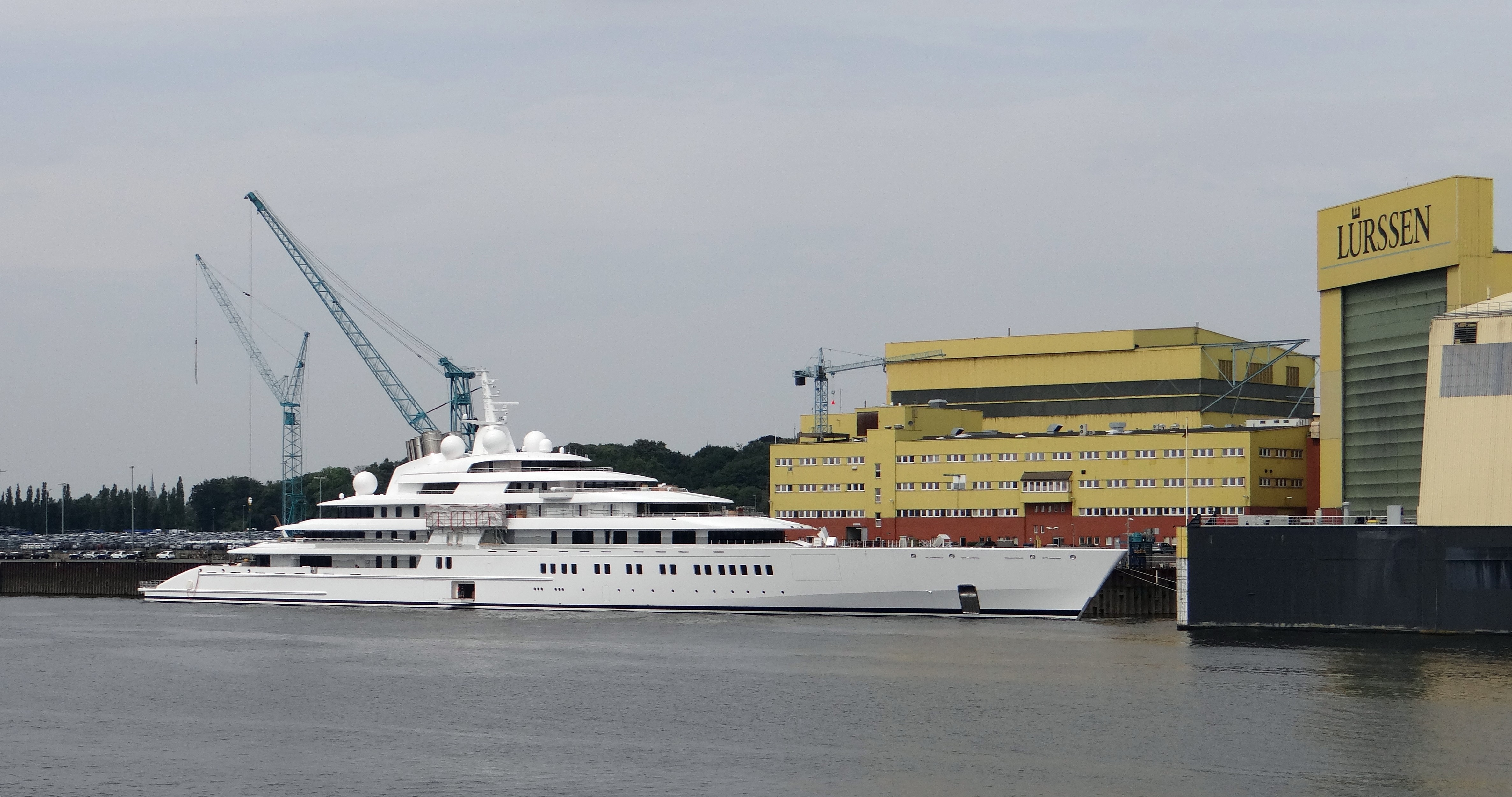
Аззам
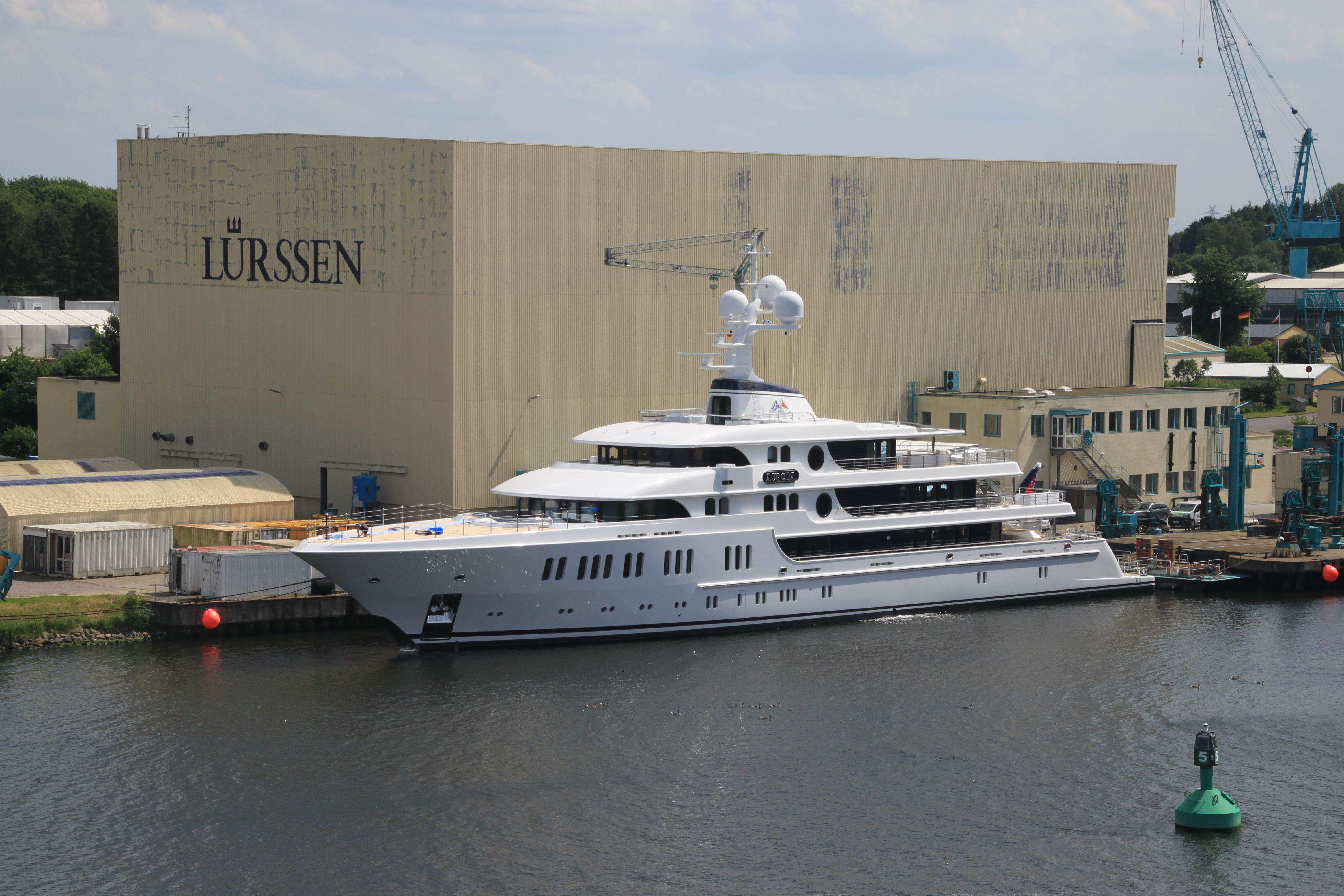
Аврора
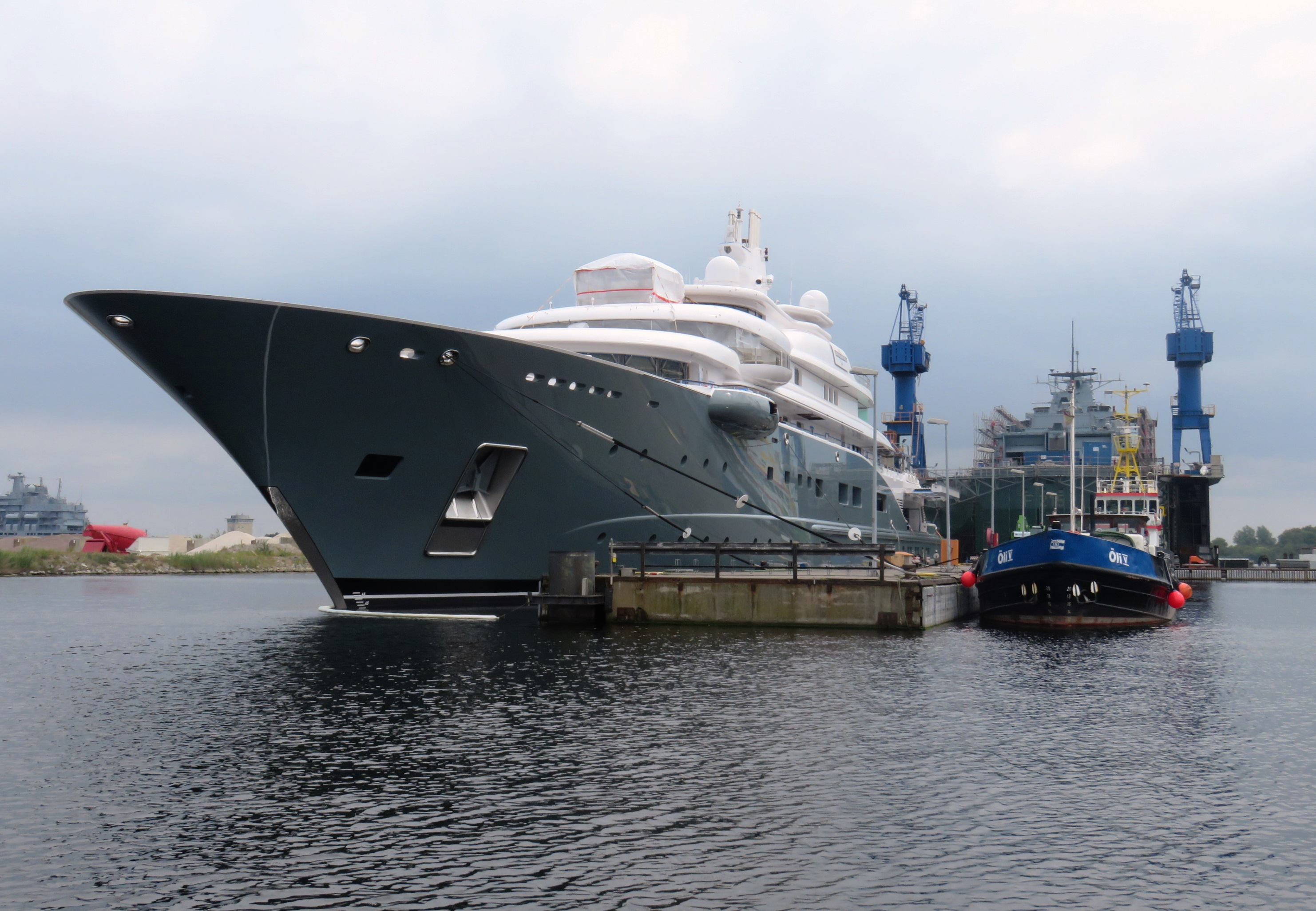
Сяючий

### Військові кораблі

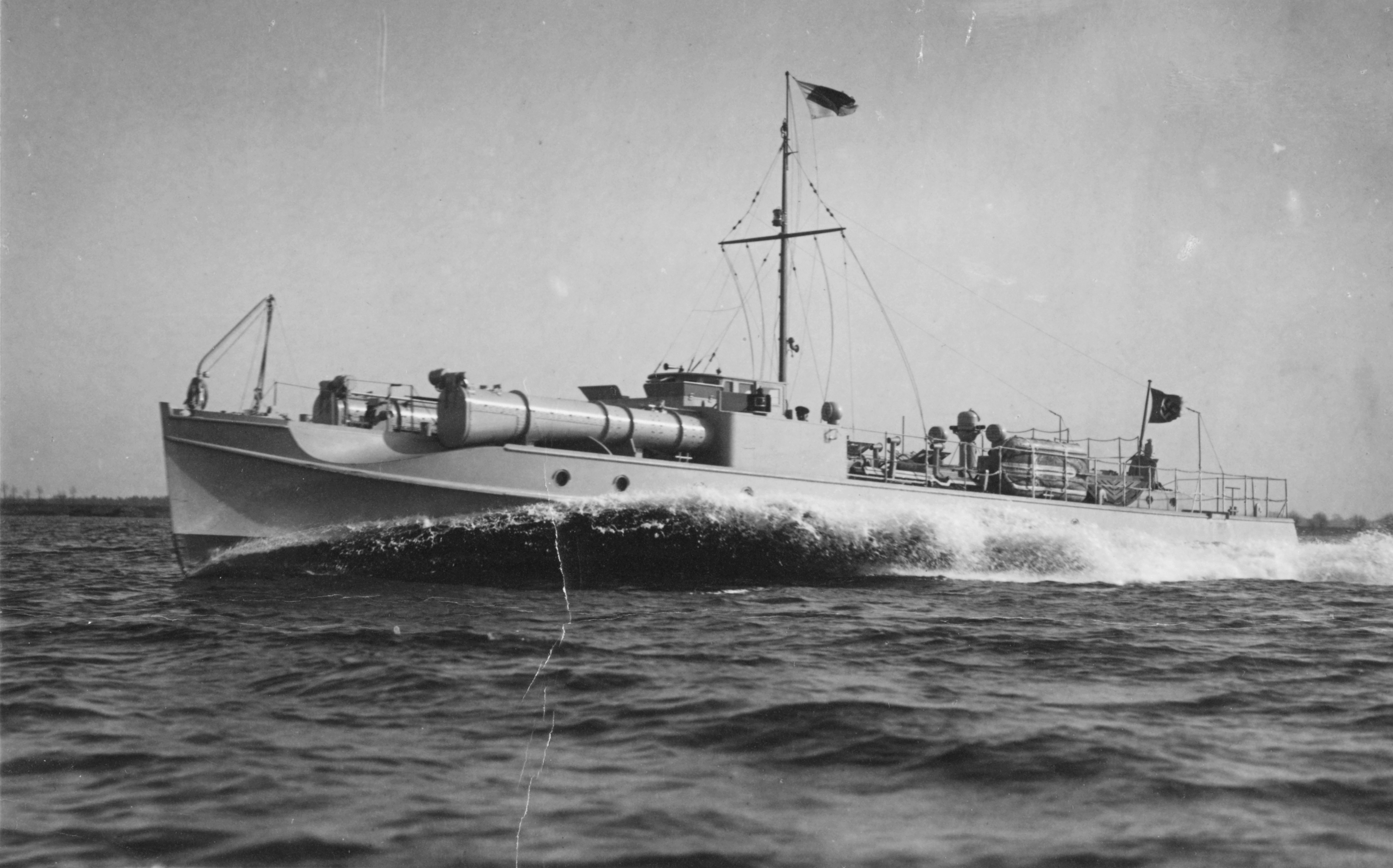
Електронний човен
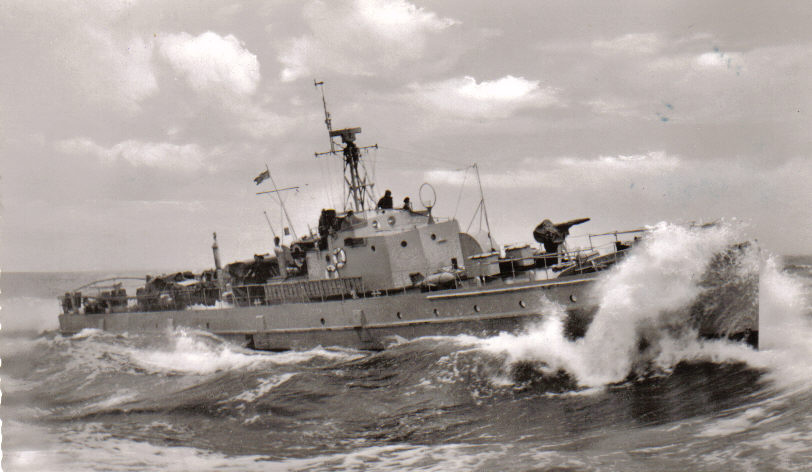
R човен
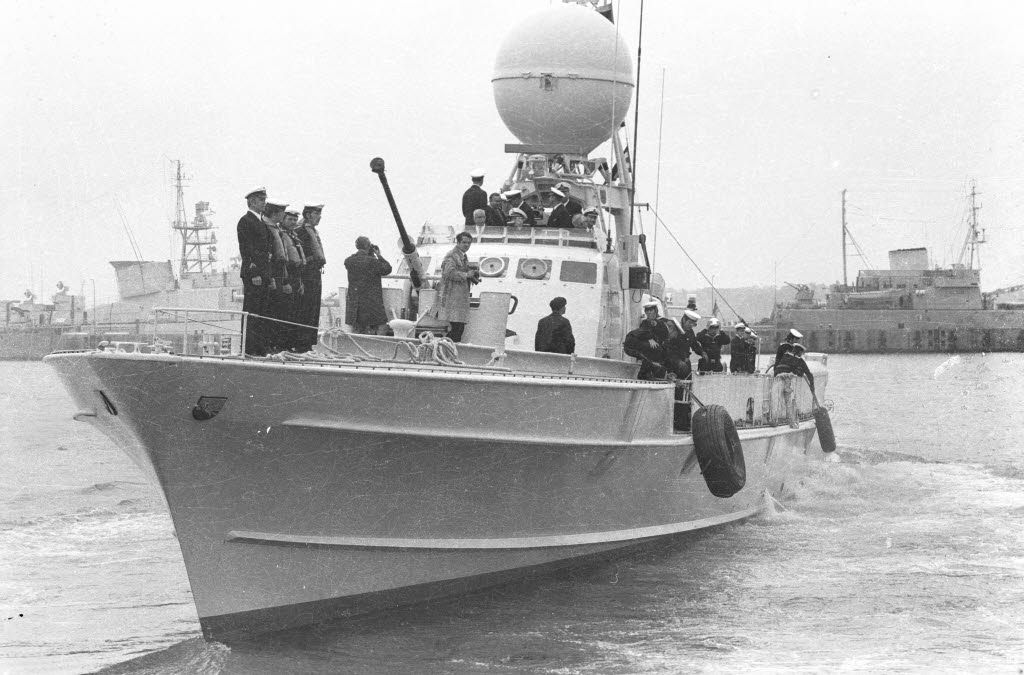
Зобель клас
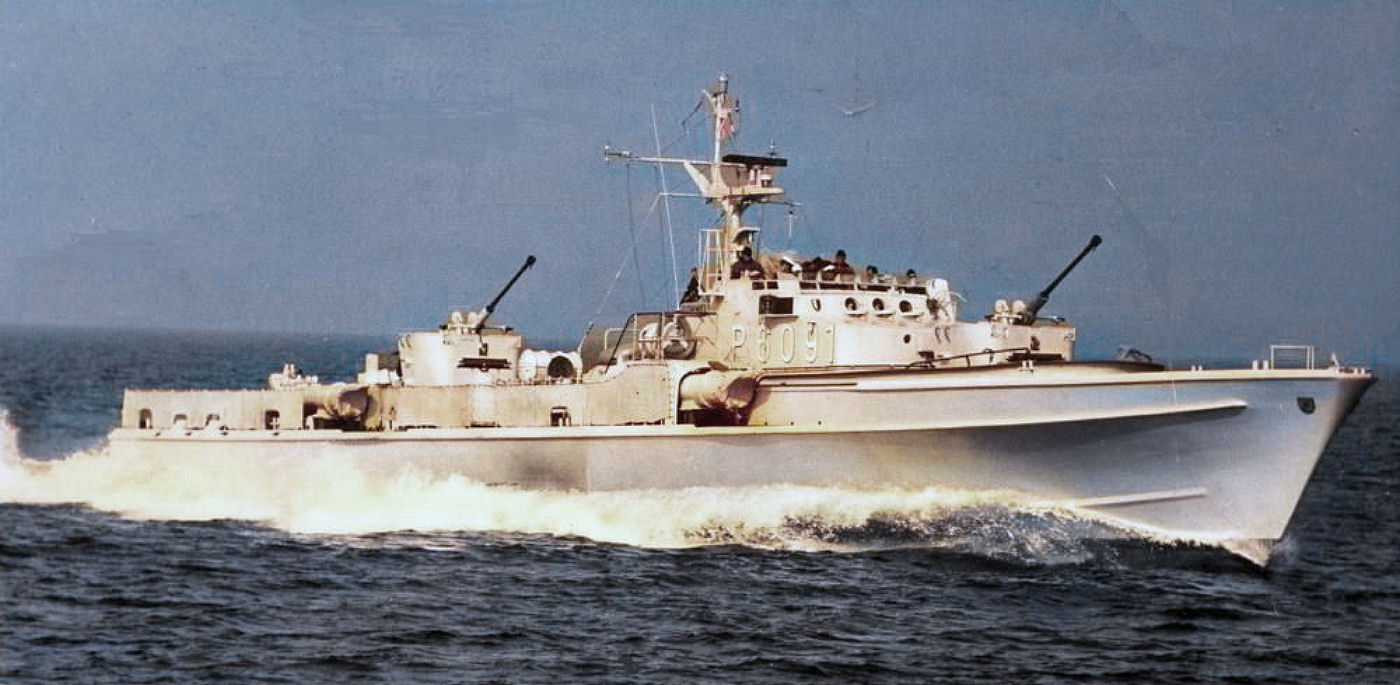
Клас Ягуар
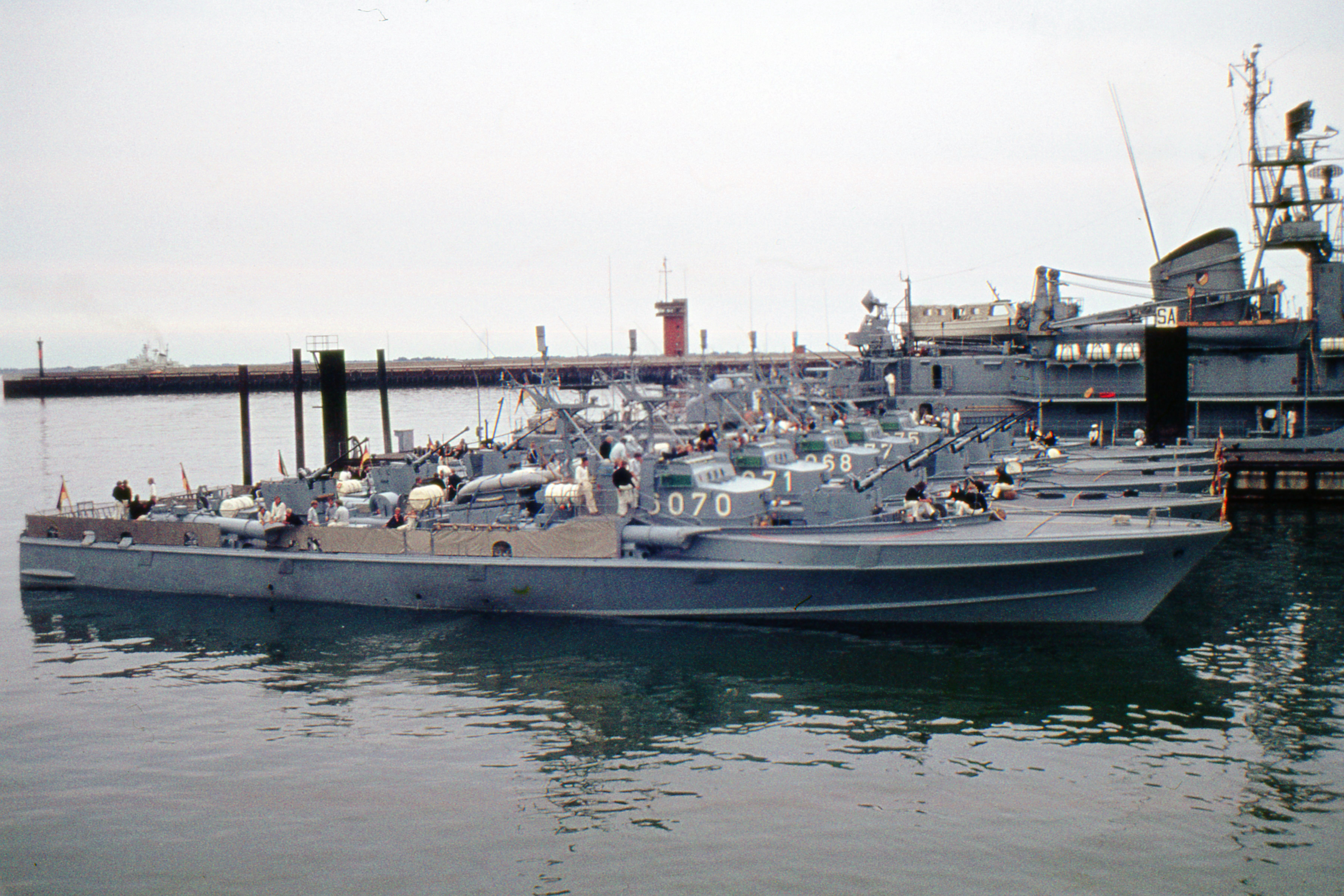
Клас Сідлер
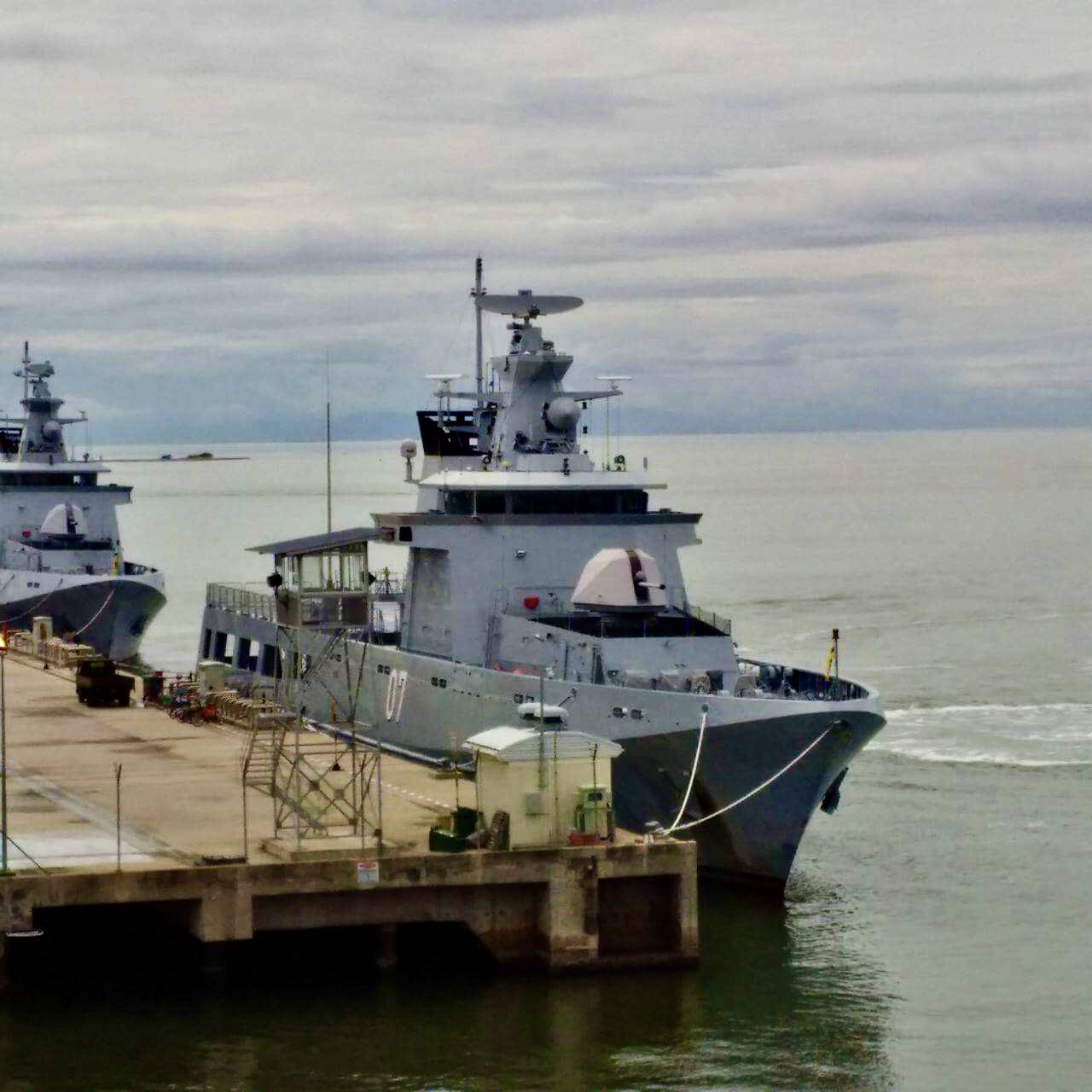
Даруссаламський клас
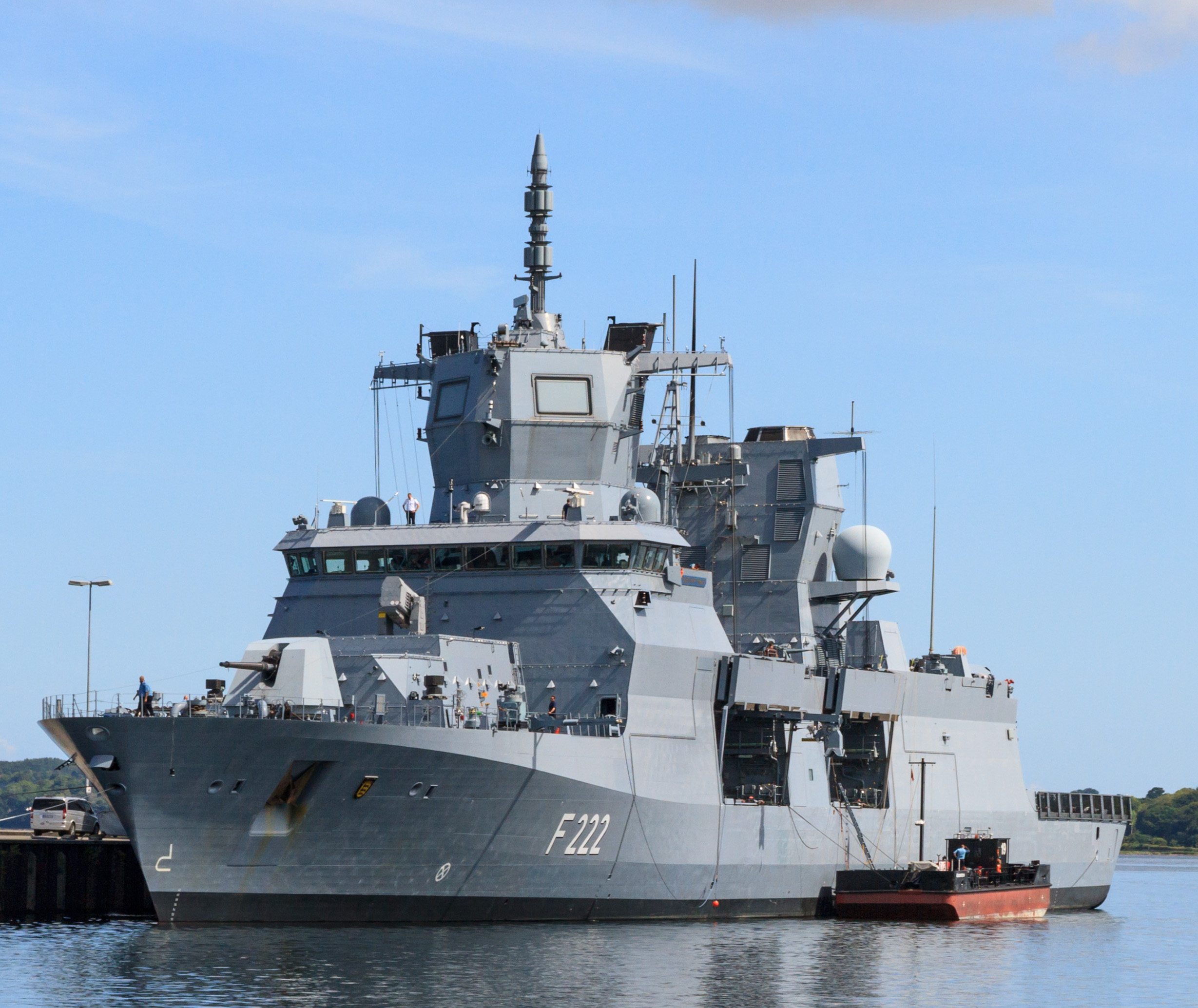
клас Баден-Вюртемберг
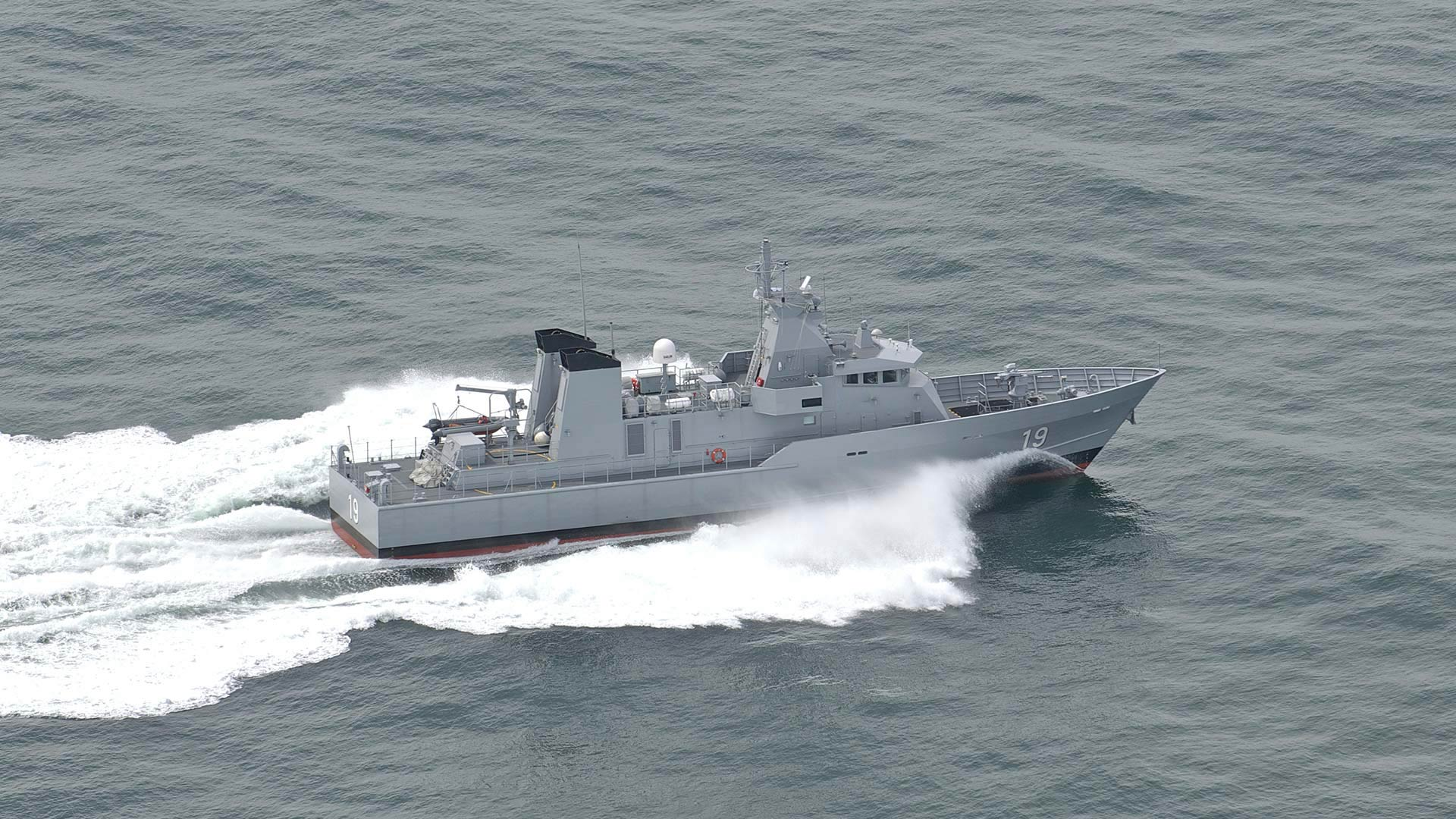
Клас Іджтіхад
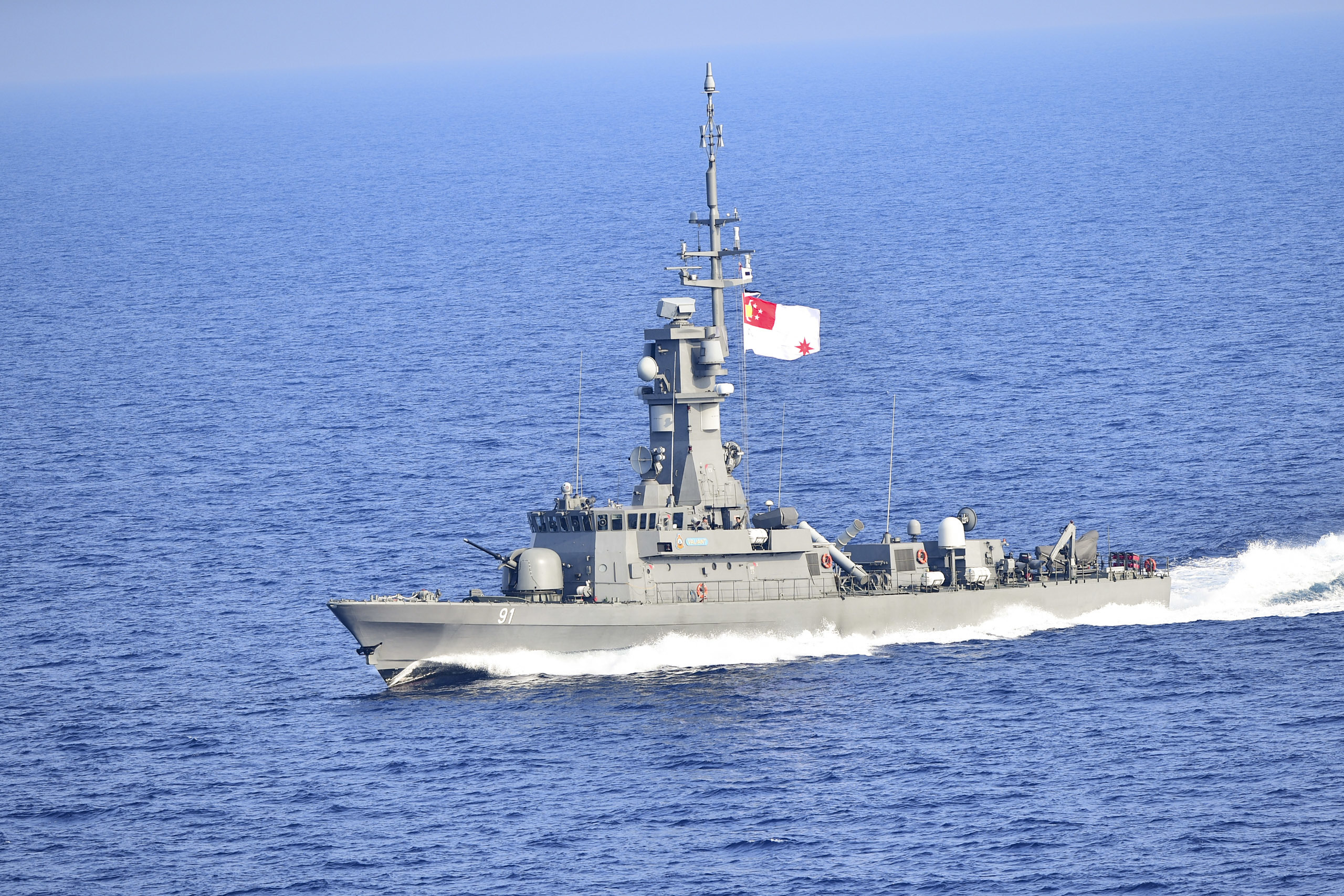
Клас перемоги
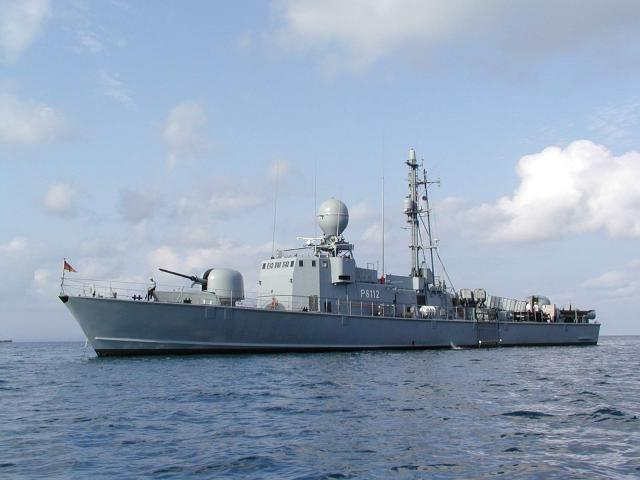
Клас Альбатрос
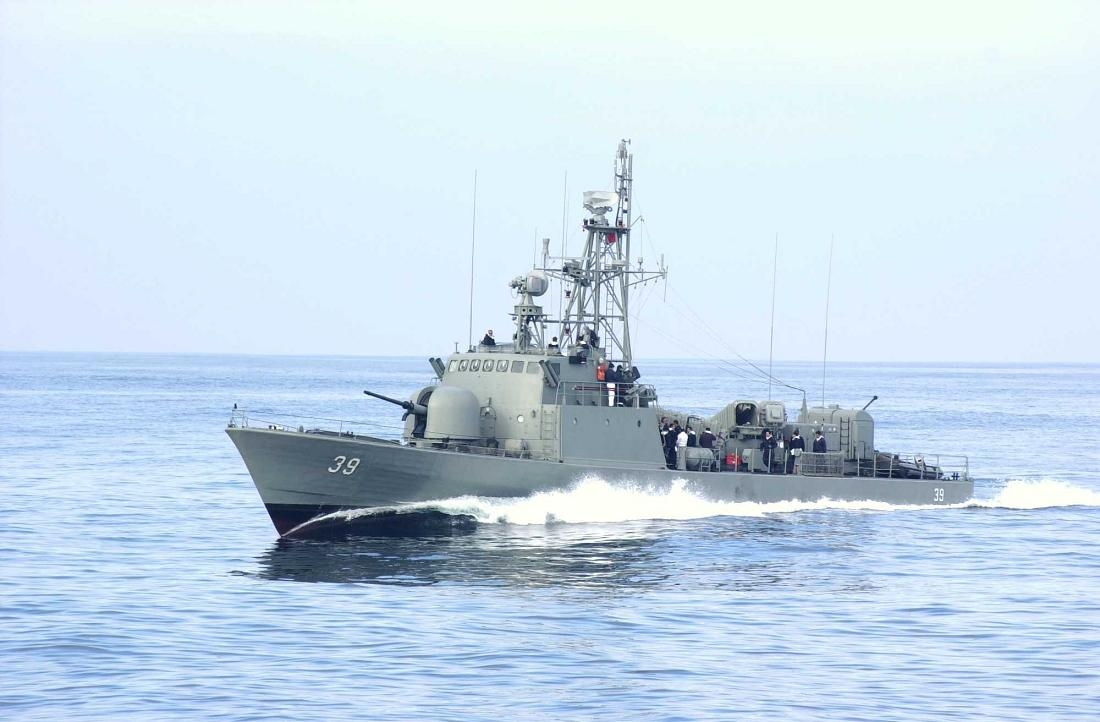
Тигровий клас
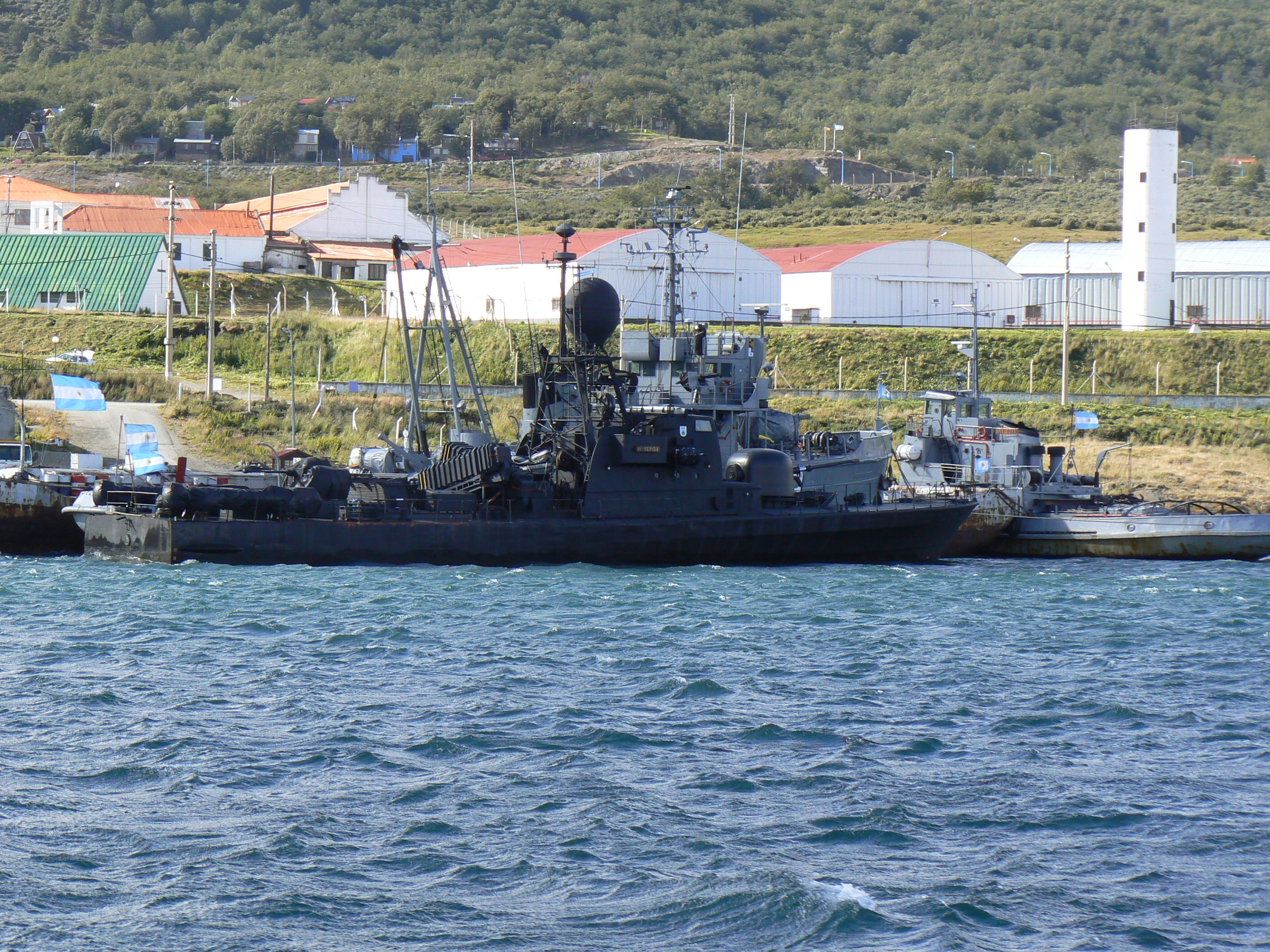
Клас Intrépida
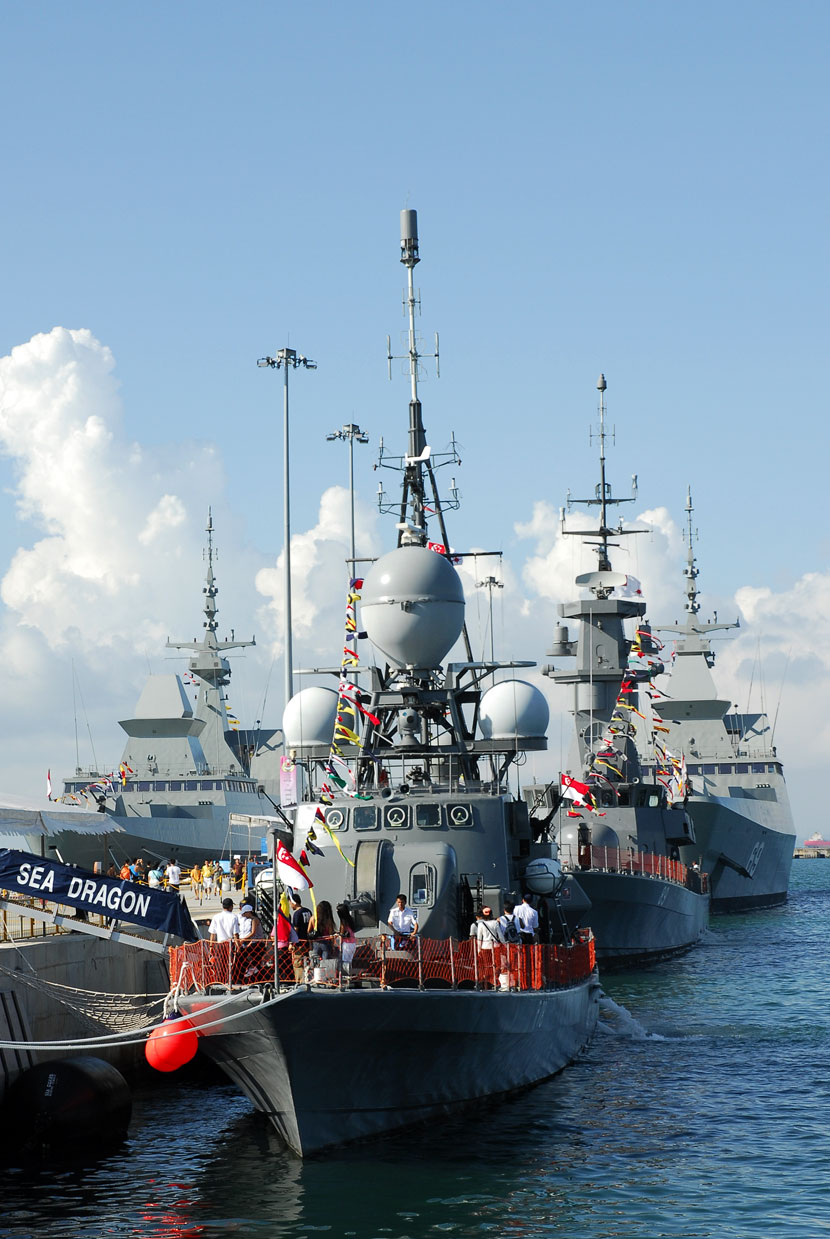
Seawolf-клас
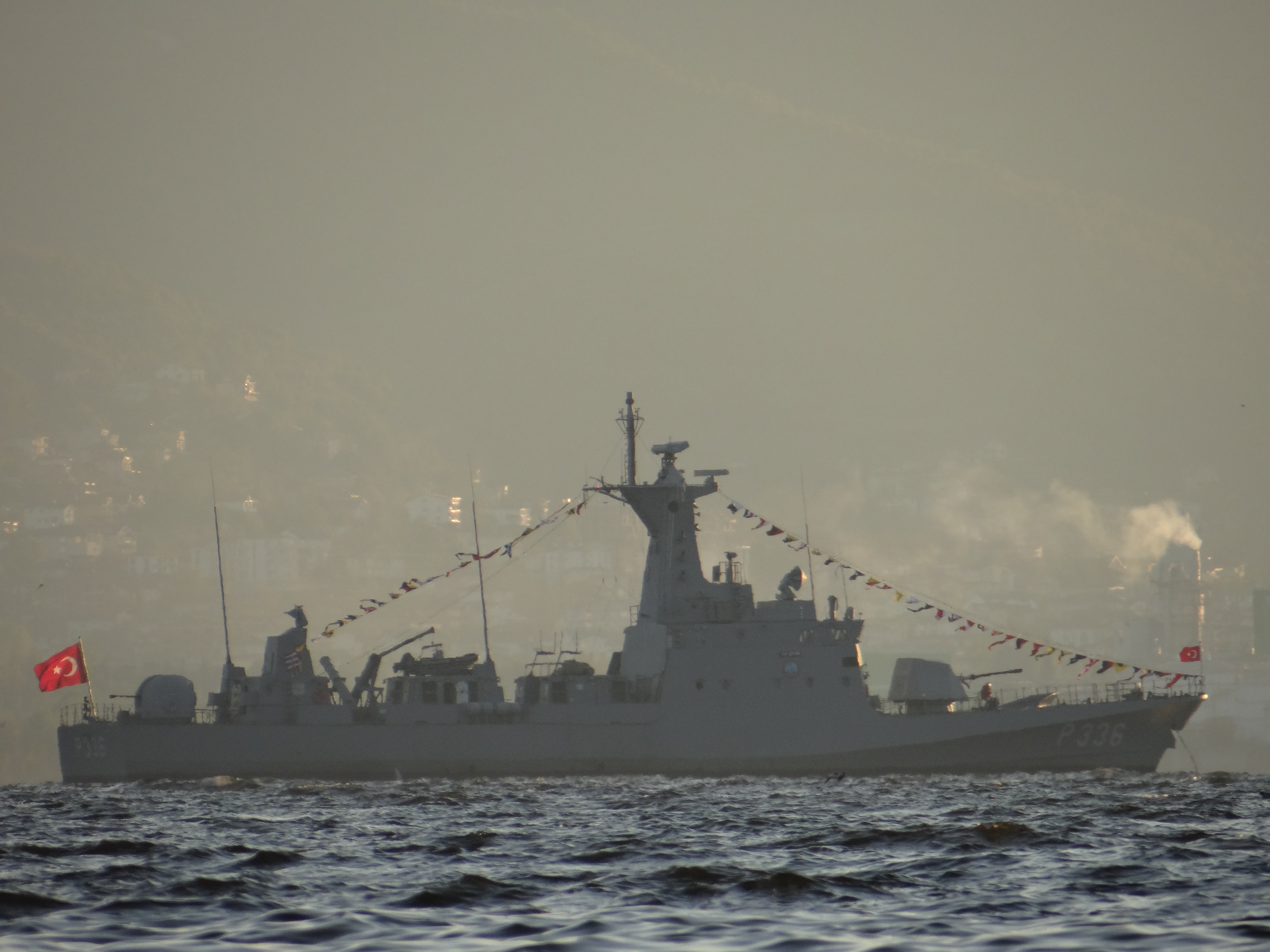
Клас Kılıç
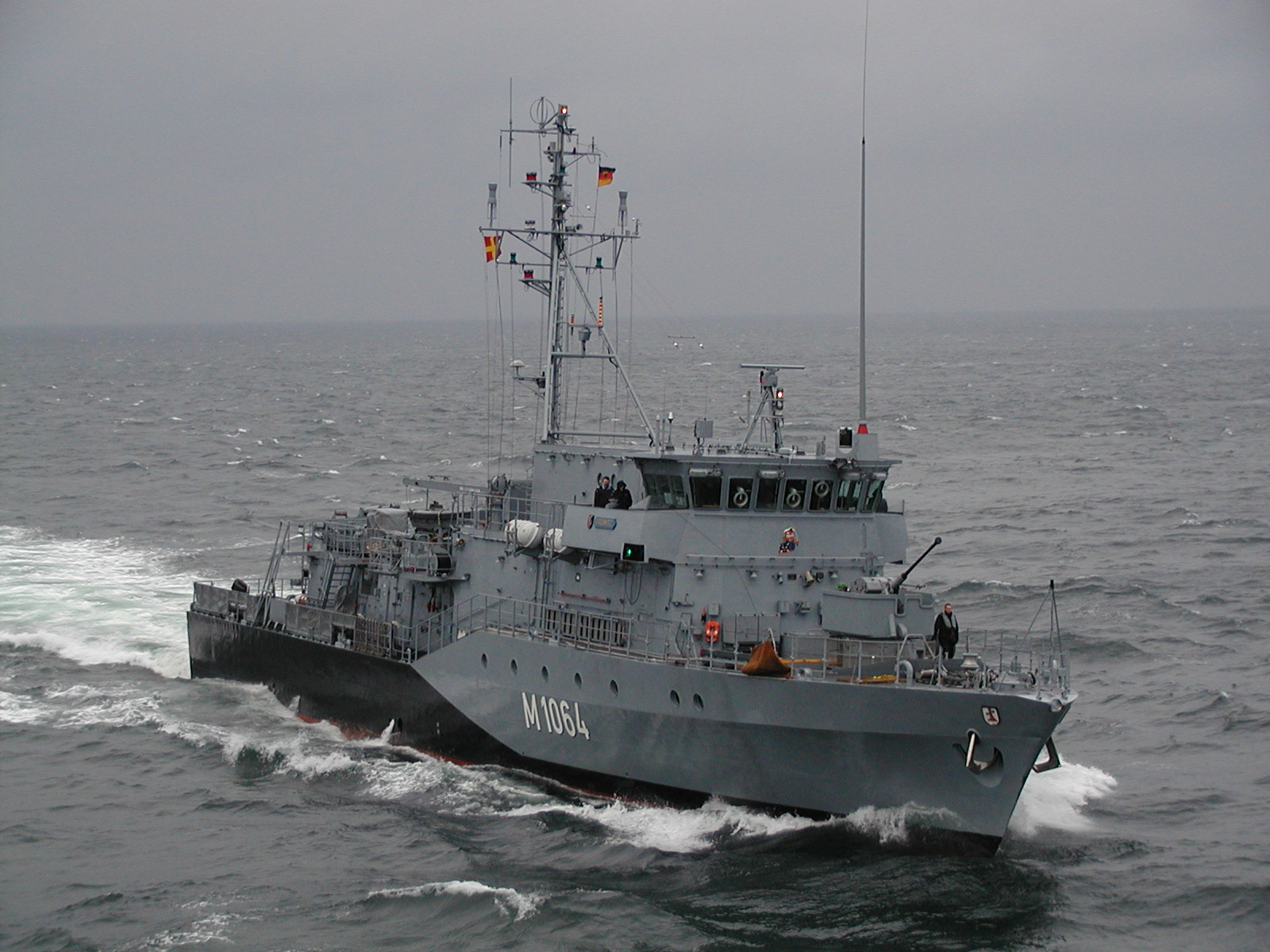
клас Франкенталь
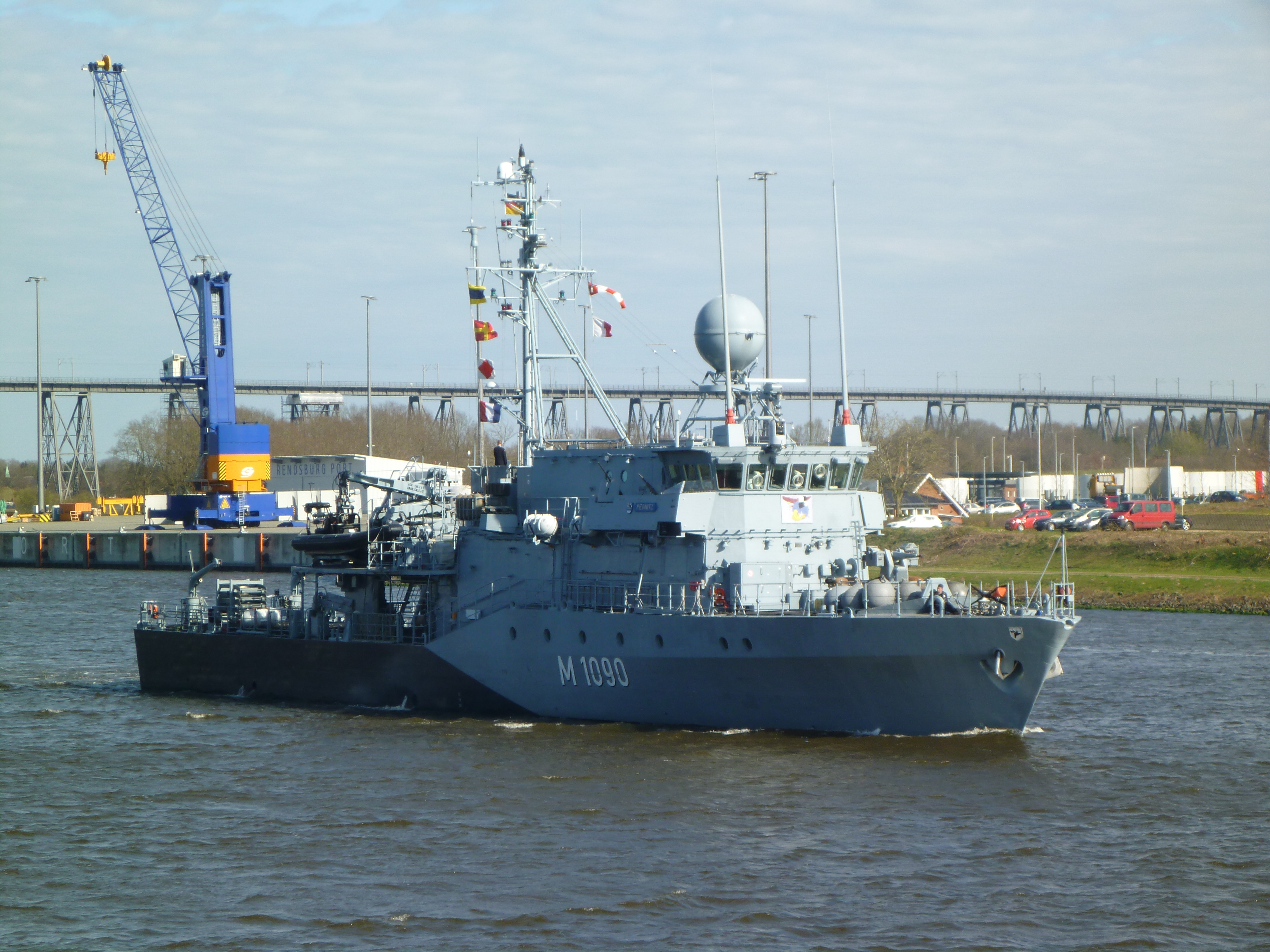
Енсдорфський клас
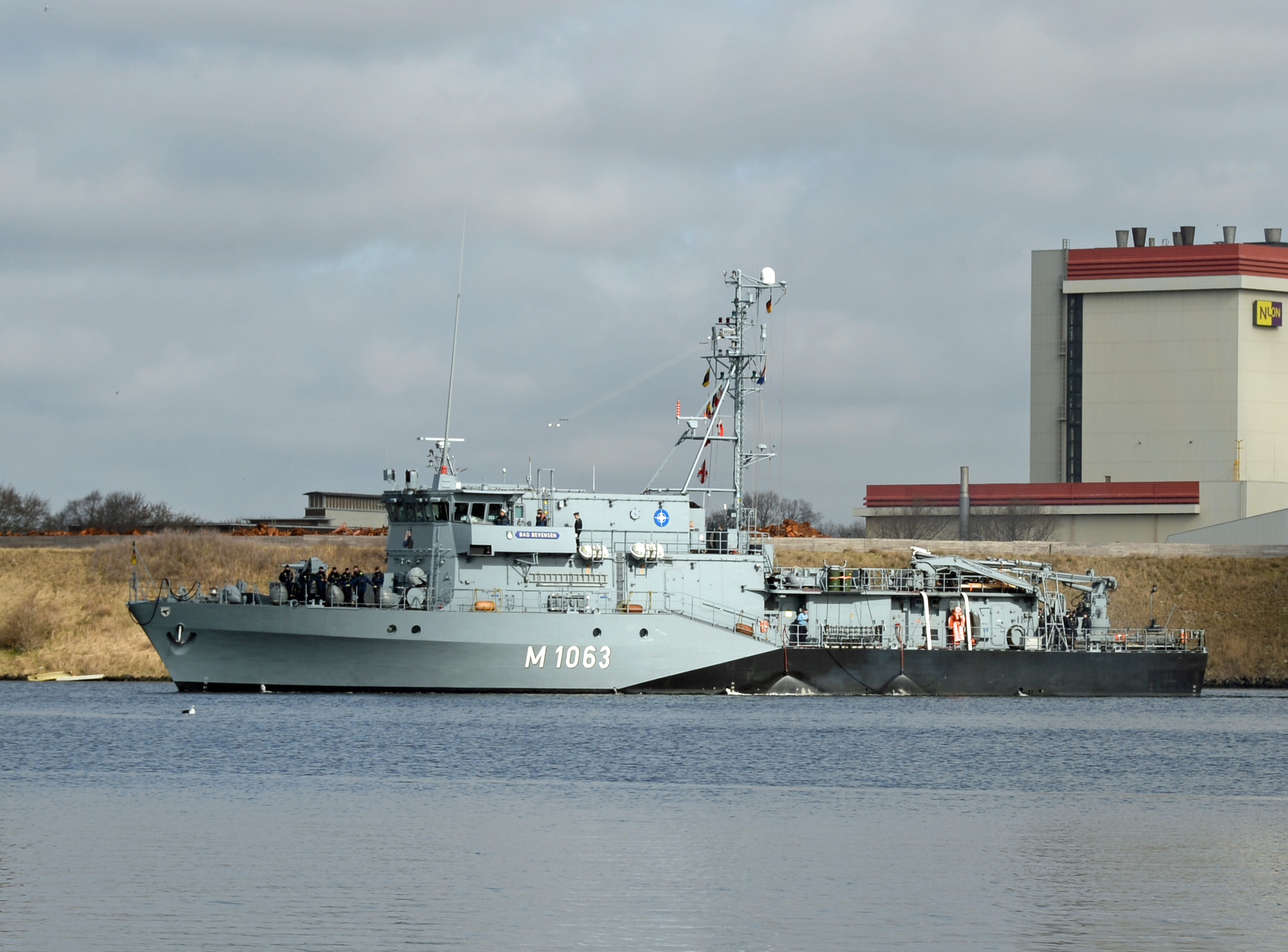
клас Франкенталь

## Дрібниці
- Lursen-S — це назва радянської контррозвідувальної операції кінця 1940-х – початку 1950-х років, яка проникла та скомпрометувала операцію «Джунглі», програму МІ6, яка використовувала електронні човни Lürssen для перекидання навчених британцями балтійських агентів у Радянський Союз.
- Lürssen має додаток, який пропонує галерею фотографій для більшості їхніх розкішних яхт разом із розмірами довжини.

## Дивіться також
- Електронний човен

## Зовнішні посилання
- Захист Люрссена
- Список військово-морських суден, побудованих Lürssen GmbH
- Яхти, побудовані Lürssen - SYT
- Кілька відео про яхти Lürssen[недоступне посилання з 01.12.2017]
- Яхта Vive la Vie
- Lürssen отримав нагороду «Моторна яхта року» на World Superyacht Awards 2010 у Лондоні за 60-метрову моторну яхту Arkley